# Liste der Monuments historiques in Huriel
Die Liste der Monuments historiques in Huriel führt die Monuments historiques in der französischen Gemeinde Huriel auf.

## Liste der Bauwerke
| Bezeichnung        | Beschreibung                  | Standort | Kennzeichnung | Schutzstatus | Datum | Bild           |
| ------------------ | ----------------------------- | -------- | ------------- | ------------ | ----- | -------------- |
| Donjon de La Toque | Erbaut im 12. Jahrhundert     | (Lage)   | PA00093122    | Classé       | 1886  | weitere Bilder |
| Kirche Notre-Dame  | Erbaut im 11./12. Jahrhundert | (Lage)   | PA00093123    | Classé       | 1862  | weitere Bilder |

## Liste der Objekte

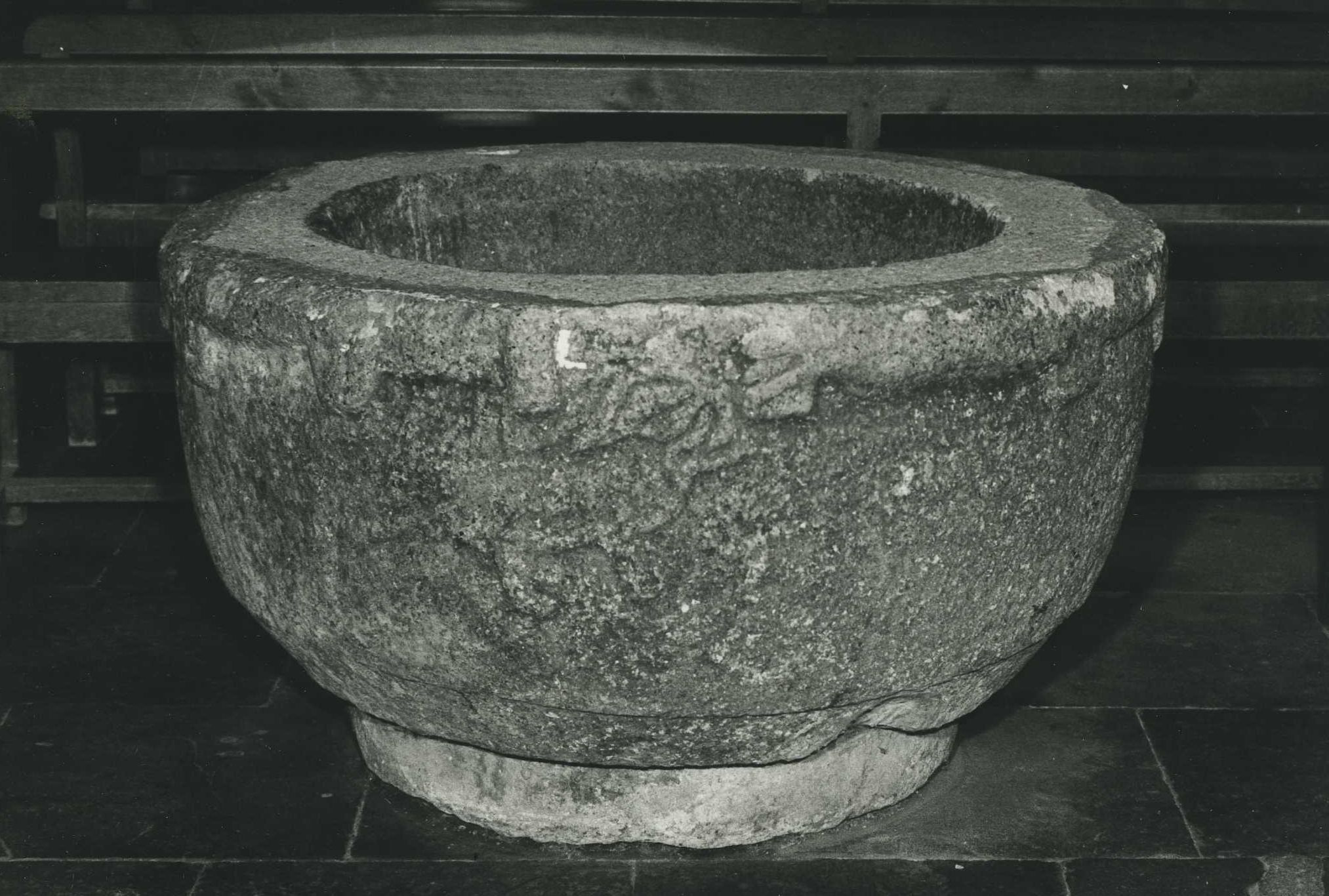
Taufbecken aus dem 12. Jahrhundert in der Kirche Notre-Dame

- Monuments historiques (Objekte) in Huriel in der Base Palissy des französischen Kultusministeriums